# José María Palacios Moraza
José María Palacios Moraza (Vitòria, 2 de setembre de 1935 - 21 d'abril de 2002), més conegut en el món de la pilota basca com a Ogeta, va ser un pilotari a mà.
Com a homenatge a la seua trajectòria, el 1979 es va inaugurar el Frontó Ogueta a la capital alabesa.

## Palmarès
- Subcampió del Quatre i Mig: 1954
- Campió del Manomanista: 1958 i 1959.
- Subcampió del Manomanista: 1960.
- Subcampió per parelles: 1962.